# Gmina Pawłowice
Die Gmina Pawłowice ist eine Landgemeinde im Powiat Pszczyński der Woiwodschaft Schlesien in Polen. Ihr Sitz ist das gleichnamige Dorf (deutsch Pawlowitz) mit etwa 9200 Einwohnern.

## Geographie

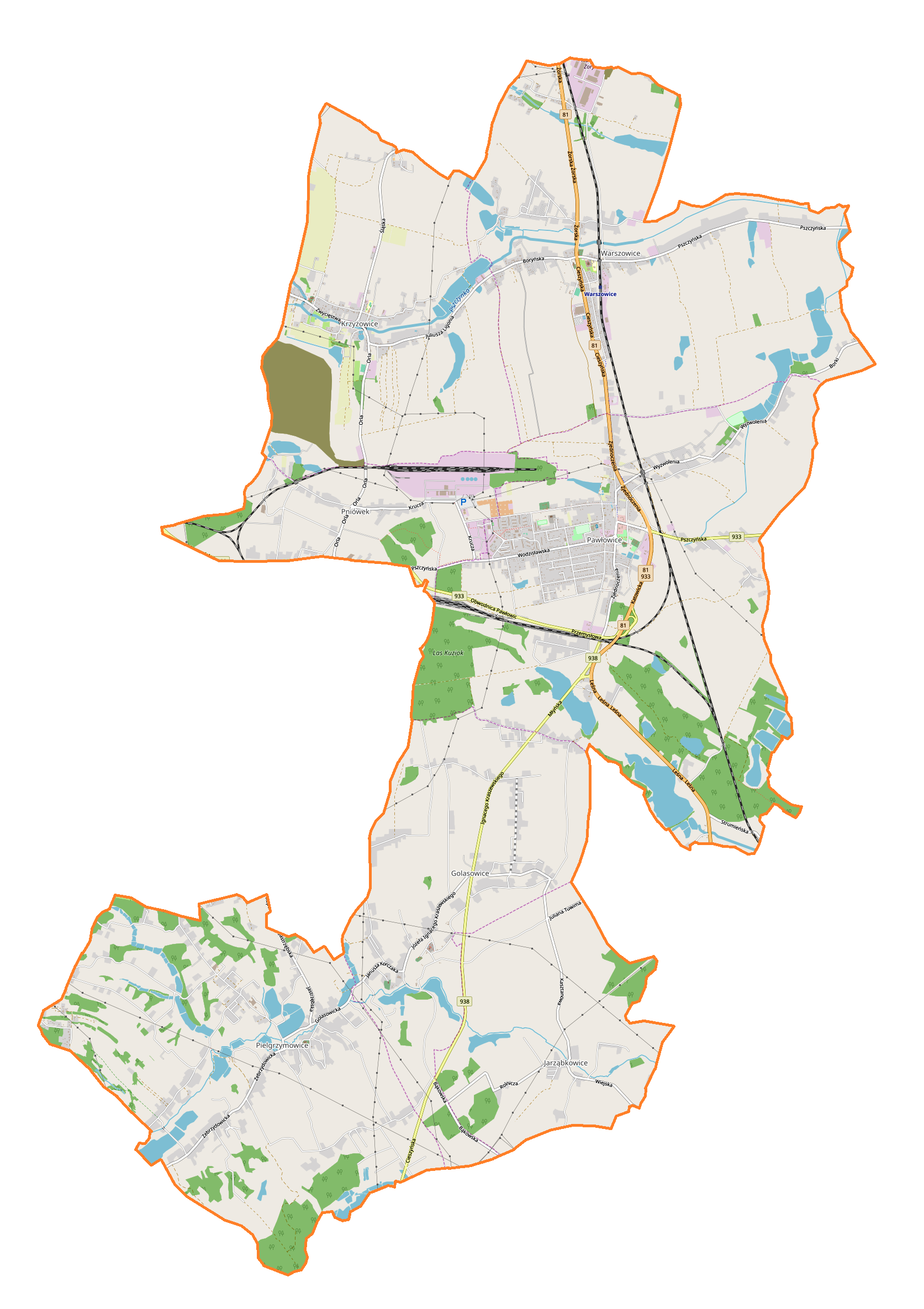
Karte der Gemeinde

Die Gemeinde liegt im Südwesten der Woiwodschaft, die Grenze zu Tschechien ist nur drei Kilometer entfernt. Nachbargemeinden sind Żory im Norden, Suszec im Nordosten, Pszczyna und Strumień im Osten, Zebrzydowice im Süden sowie Jastrzębie-Zdrój im Westen. Die Kreisstadt Pszczyna (Pless) liegt 15 Kilometer östlich. Nach Katowice (Kattowitz) sind es etwa 30 Kilometer in nördlicher Richtung.
Die Landschaft gehört zum oberschlesischen Hügelland. Zu den Gewässern gehört die Pszczynka (Plessbach) im Norden der Gemeinde. Auf ihrem Gebiet befinden sich einige Teiche.

## Geschichte
Die Landgemeinde kam 1945 zur ehemaligen Woiwodschaft Schlesien und 1950 zur Woiwodschaft Katowice (1953–1956 Woiwodschaft Stalinogrodzkie). Von 1954 bis 1972 war die Gemeinde in Gromadas aufgelöst. Von 1975 bis 1998 wurde der Powiat aufgelöst und die Woiwodschaft im Zuschnitt verkleinert. Die 1973 wieder gebildete Landgemeinde kam im Januar 1999 wieder zum Powiat Pszczyński und zur Woiwodschaft Schlesien.

## Partnergemeinden
Die Gmina hat Gemeindepartnerschaften abgeschlossen mit:
- Verquin in Frankreich
- Perkupa in Ungarn
- Teplička nad Váhom in der Slowakei

## Gliederung
Die Landgemeinde (gmina wiejska) Pawłowice besteht aus sieben Dörfern mit einem Schulzenamt (solectwo):
- Golasowice (Gollassowitz)
- Jarząbkowice (Jarzombkowitz)
- Krzyżowice (Kreutzdorf)
- Pawłowice (Pawlowitz)
- Pielgrzymowice (Pilgramsdorf)
- Pniówek (Pniowek)
- Warszowice (Warschowitz)

## Wirtschaft und Infrastruktur
In Pniówek befindet sich ein Kohlebergwerk. – Die Gemeinde unterhält Grundschulen und ein Gymnasium sowie ein Sportzentrum mit Schwimmbad und Sporthalle. Der Sportklub GKS Pniówek Pawłowice spielt in der 3. Liga (Region Schlesien-Oppeln).

## Verkehr
Die Landesstraße DK81 durchzieht die Gemeinde von Nord nach Süd und führt von Katowice nach Skoczów. Die kreuzende Woiwodschaftsstraße DW933 verläuft von Wodzisław Śląski (Loslau) nach Oświęcim (Auschwitz) und Chrzanów in der Woiwodschaft Kleinpolen. Die abzweigende DW938 führt nach Cieszyn (Teschen).
Der nächste internationale Flughafen ist Katowice.
An der Bahnstrecke Orzesze–Wodzisław Śląski bestanden die Stationen Pawłowice Śląskie und Warszowice.